# Cephaloncheres werneri
Cephaloncheres werneri är en skalbaggsart som beskrevs av Marc Lacroix 2001. Cephaloncheres werneri ingår i släktet Cephaloncheres och familjen Melolonthidae. Inga underarter finns listade.